# Indeks RTS
Indeks RTS (od ang. Russia Trading System) – indeks giełdowy 50 największych spółek notowanych na Moskiewskej Giełdzie Papierów Wartościowych (Московская биржа).

## Skład indeksu
(Stan na czerwiec 2012)
- Acron
- Aerofłot
- AFK Sistema(inne języki)
- Bank Sankt Petersburg(inne języki)
- Basznieft
- DIXY(inne języki)
- E.ON Russia(inne języki)
- FGC UES(inne języki)
- Gazprom
- Gazprom Nieft
- Holding IDGC
- Intier RAO JeES
- LSR Group(inne języki)
- Łukoil
- Magnit
- Mieczeł
- MMK(inne języki)
- Mosenergo(inne języki)
- MOESK(inne języki)
- MTS
- Mostotrest(inne języki)
- M.video(inne języki)
- Norilski Nikiel
- NCSP(inne języki)
- NLMK(inne języki)
- Novatek
- OGK-2(inne języki)
- OGK-3(inne języki)
- OGK-4
- Pharmstandard(inne języki)
- PIK Group(inne języki)
- Raspadskaja(inne języki)
- Rosnieft
- Rostelecom
- RusGidro
- Sbierbank Rossii
- Siewierstal
- Surgutnieftiegaz
- Tatnieft
- TNK-BP(inne języki)
- Transnieft
- Uralkali(inne języki)
- VSMPO-AVISMA Corporation
- VTB Bank
- WGC-3
- Wozriżdenie Bank